# ダーネル・ファーロング
ダーネル・アンソニー・ファーロング（Darnell Anthony Furlong, 1995年10月31日 - ）は、イングランド・ベッドフォードシャー州ルートン出身のサッカー選手。ウェスト・ブロムウィッチ・アルビオンFC所属。ポジションはDF。

## クラブ経歴
11歳の時にクイーンズ・パーク・レンジャーズFCのユースアカデミーに入団。2014年にトップチームに昇格。2015年2月21日のハル・シティAFC戦でプロデビューを果たすも、その試合で大騒動が発生。前半32分にファーロングがニキツァ・イェラヴィッチに危険なプレーを仕掛けた事から、両チーム間で乱闘騒ぎが発生。その際にジョーイ・バートンがトム・ハドルストーンに暴行したとして一発退場処分となり、試合も1-2で敗戦。2014-15シーズン、QPRはプレミアリーグ最下位に終わり、EFLチャンピオンシップに降格。
翌2015-16シーズンからはノーサンプトン・タウンFCなどにローン移籍でプレー。2016-17シーズン途中からはQPRのレギュラーに定着した。
2019年7月23日、ウェスト・ブロムウィッチ・アルビオンFC (WBA)と4年契約を締結。2019-20シーズンのWBAは、2部リーグで2位に入り、プレミアリーグ復帰を果たした。

## 人物
- 父のポール・ファーロングも元サッカー選手で、現役時代はQPRなどでプレーし、現在は同チームのアカデミーコーチを務めている。
- モントセラトにルーツを持っている。その関係でモントセラト代表でプレーすることが可能とも言われている[要出典]。